# Тойлиева, Язбике
Язбике Тойлиева (1918, в ауле на территории Хивинского ханства — 23 июня 1972, Туркменская ССР) — звеньевая колхоза «Коммуна» Тахтинского района Ташаузской области. Герой Социалистического Труда (05.04.1948).

## Биография
Родилась в 1918 году в ауле на территории Хивинского ханства (позднее — посёлок Октябрьский).
В начале коллективизации трудоустроилась в местный колхоз «Коммуна» в Тахтинском районе Ташаузской области.
Позже возглавила звено полеводов. В 1947 году звено получило высокий урожай хлопка 90,16 центнера с гектара на площади 3 гектара.
За высокие показатели в сельскохозяйственной работе и высокий урожай хлопка была удостоена звания Герой Социалистического Труда и награждена Орденом Ленина.
В дальнейшем её звено оставалось на передовых позициях по сбору урожая хлопка, а сама труженица дважды награждена медалью «За трудовую доблесть».
Умерла 23 июня 1972 года.

## Награды
Имеет следующие награды:
- Герой Социалистического Труда (05.04.1948)
- Орден Ленина (1948)
- Медаль «За трудовую доблесть» (11.06.1949)
- Медаль «За трудовую доблесть» (30.06.1950)